# Luke Vivier
Luke Vivier (* 30. Oktober 2000) ist ein südafrikanischer Eishockeyspieler, der seit 2014 bei den Cape Town Penguins in der Western Province Ice Hockey League spielt. 2013 war er Spielertrainer des Clubs.

## Karriere
Luke Vivier begann seine Karriere bei den Cape Town Penguins in seiner Heimatstadt Kapstadt, für die er in der Western Province Ice Hockey League, einer der regionalen Ligen spielt. Bei den Endrunden um die südafrikanische Meisterschaft spielte er zeitweise auch für die Cape Town Kings.

### International
Vivier stand zunächst bei den U18-Weltmeisterschaften 2016, 2017 und 2018, als er die meisten Vorlagen des Turniers gab, sowie den U20-Weltmeisterschaften 2017, 2019 und 2020 in der Division III für Südafrika auf dem Eis. Zudem spielte er bei der Qualifikation zur U20-Division III 2019.
Mit der Herren-Nationalmannschaft nahm er an der Weltmeisterschaft der Division III 2022 teil.

## Erfolge und Auszeichnungen
- 2018 Meiste Vorlagen bei der U18-Weltmeisterschaft der Division III, Gruppe B
- 2022 Aufstieg in die Division III, Gruppe A, bei der Weltmeisterschaft der Division III, Gruppe B